# 乌韦·施文克尔
乌韦·施文克尔（德語：Uwe Schwenker，1959年3月24日—），德国男子手球运动员。他曾代表西德参加1984年夏季奥林匹克运动会手球比赛，获得一枚银牌，他在比赛期间共进球七次。